# 刘裕政

刘裕政（英語：Eugene Martin Nugent；1958年10月21日—）是爱尔兰籍天主教总主教，现为聖座驻马达加斯加宗座大使。
刘裕政毕业于宗座额我略大学神学专业，1983年晋铎为教区神父。1992年，获教会教会法学博士学位，并从宗座外交学院毕业。2000年，刘裕政被任命为教廷驻香港代办，代表聖座处理中国事务。2010年，刘裕政被任命为总主教，同时出任聖座驻马达加斯加宗座大使、科摩罗和留尼汪岛宗座代表。